# Synoecha marmorata
Synoecha marmorata is een vlinder uit de familie van de pijlstaarten (Sphingidae). De wetenschappelijke naam van de soort werd als Sphinx marmorata in 1891 voor het eerst geldig gepubliceerd door Thomas Pennington Lucas.